# Клан Бетюн
Клан Бетюн (англ. Bethune) — один из горных кланов Шотландии.

## История

### Происхождение клана
Название Бетюн происходит из Фландрии, откуда прибыл прародитель рода в Англию с норманскими завоевателями в 1066 году.

### Войны за независимость Шотландии
Родоначальник шотландской линии семейства жил в Ангусе в XII веке, а его потомок, Александр, соратник Брюса в борьбе за независимость, в 1332 году был убит в сражении при Дапплин-Муре, около Перта. 

### Более поздняя история
Сын Александра женился на наследнице Балфура из Файфа, где их потомки основали несколько ветвей семейства, которое позже процветало в этом графстве. Из этого семейства вышло немало выдающихся церковных и государственных деятелей, среди которых был кардинал Дэвид Битон, убитый в Сент-Эндрюсе в 1546 году после его гонений на еретиков. Мэри, дочь Бетюна из Крейха, была одной из фрейлин, которые сопровождали Марию I Стюарт во Франции. Сын лэрда Бетюна из Балфура, выучившись медицине, переселился на остров Скай, где основал династию врачей, которые позже конкурировали с легендарными врачами Макбетами, личными врачами Макдональдов, лордов Островов. После падения лорда Островов в 1493 году большинстово Макбетов было вынуждено переселиться в другие части западного побережья и вглубь страны, где многие из них приняли другие фамилии, в том числе и Битон. Это обстоятельство привело к тому, что с XVI века эти два семейства, Макбеты (Бетаны) и Бетюны (Битоны), практически смешались. В разное время многие ветви этих семейств причисляли себя к различным кланам, часто в зависимости от выгодности и благоразумия момента, но при этом все же были отличны от любого другого клана или семейства Шотландии.
У семейств нет общего главы. Отдельные ветви семейства в разное время имели связь с Маклинами, Макдональдами и Маклаудами.